# Programming Historian
Le Programming Historian en français est une revue universitaire évaluée par les pairs portant sur les humanités numériques et à méthodologie de l'histoire numérique. La revue publie des leçons qui aident les humanistes à maîtriser un large éventail d’outils numériques, de techniques et de méthodes de travail qui facilitent la recherche et l’enseignement. Une première version du projet, qui consistait en une série de leçons écrites par William J. Turkel et Alan MacEachern de l'Université Western Ontario au Canada, est parue en 2008. Le lancement de la revue sous sa forme actuelle a eu lieu lors de la conférence Digital Humanities 2012 à Hambourg.
La revue publie des leçons en anglais, en espagnol, en français et en portugais. Elle fonctionne selon un modèle d'évaluation ouverte par les pairs, et tout dépôt fait sur le Programming Historian en français est publié sous licence Creative Commons « CC-BY » selon le modèle de publication en libre accès de la « voie diamant » sans frais pour les auteurs ou les lecteurs. Cela permet au Programming Historian d'être disponible dans le monde entier, y compris pour les lecteurs des pays du Sud.
Le projet a remporté un prix « Digital Humanities Awards » à deux reprises. En 2016, il a remporté le prix de la « Meilleure série d'articles » (« Best Series of Posts ») pour son contenu en anglais. En 2017, il a remporté le prix de la « Meilleure série d'articles » pour son contenu en espagnol. En 2018, le Programming Historian en espagnol s’est vu décerner le prix de « Mejor iniciativa formativa desarrollada durante el año 2018 » de l’Humanidades Digitales Hispánicas Association. Le Programming Historian a remporté le Canadian Social Knowledge Institute’s Open Scholarship Award en 2020, et a été récompensé d’un Coko Foundation’s Open Publishing Award dans la catégorie « Open content » (« contenu ouvert ») en 2021. La revue est également impliquée dans les questions sociales liées aux humanités numériques, notamment en procédant à une auto-réflexion et à une enquête sur les biais de genre dans le projet en 2015, dans le but d'encourager une plus grande participation des femmes à titre d'auteures et d'évaluatrices,.
La revue est indexée par le Directory of Open Access Journals. Elle est aussi répertoriée parmi les bases de données propriétaires et autres ressources électroniques par la bibliothèque de l'Université Harvard.